# エフエムたじみ
株式会社エフエムたじみは、岐阜県多治見市の一部を放送区域として超短波放送（FM放送）をする特定地上基幹放送事業者である。
FM PiPi（エフエムピピ）の愛称でコミュニティ放送をしている。

## 概要

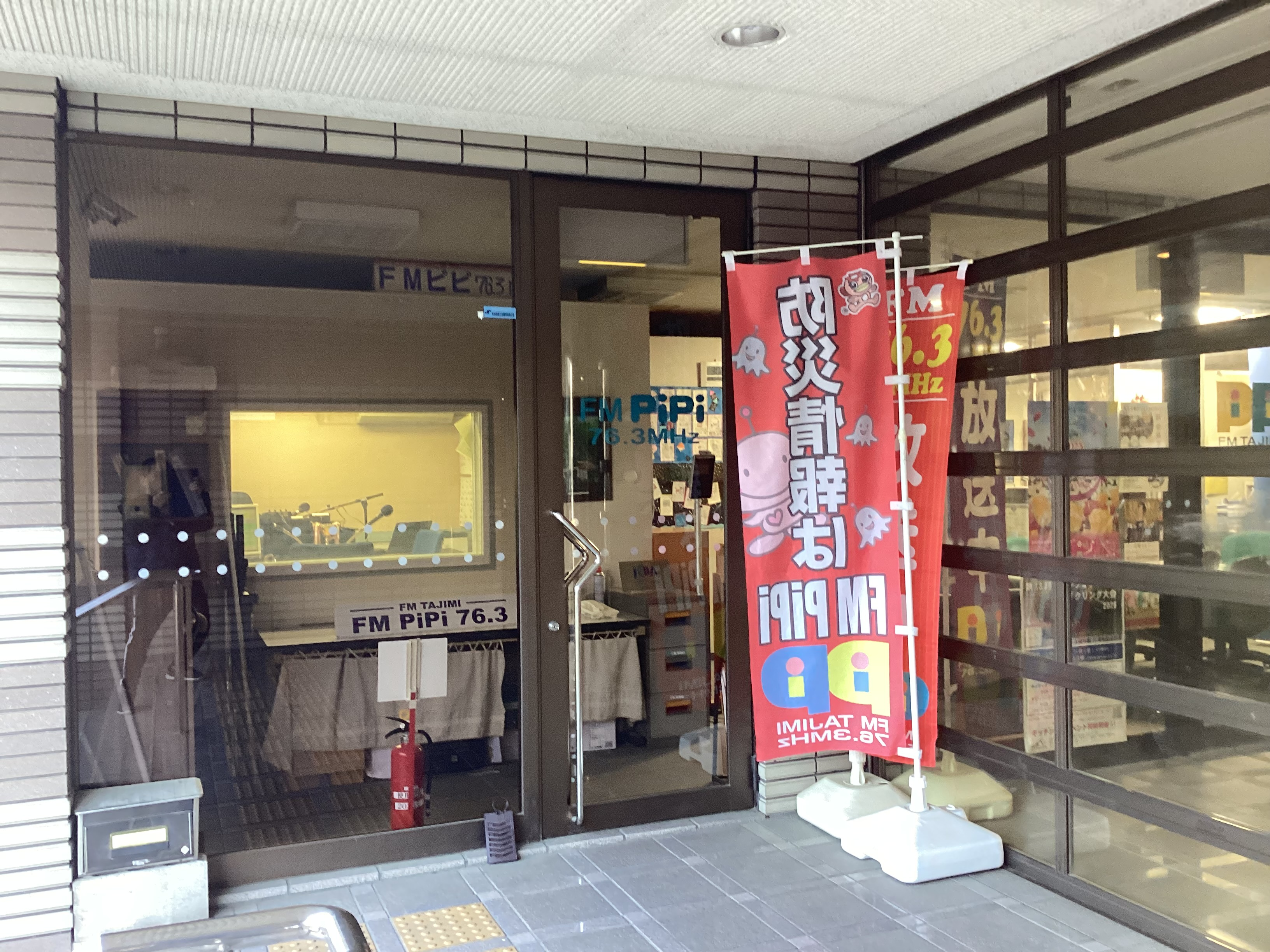
本社及び演奏所

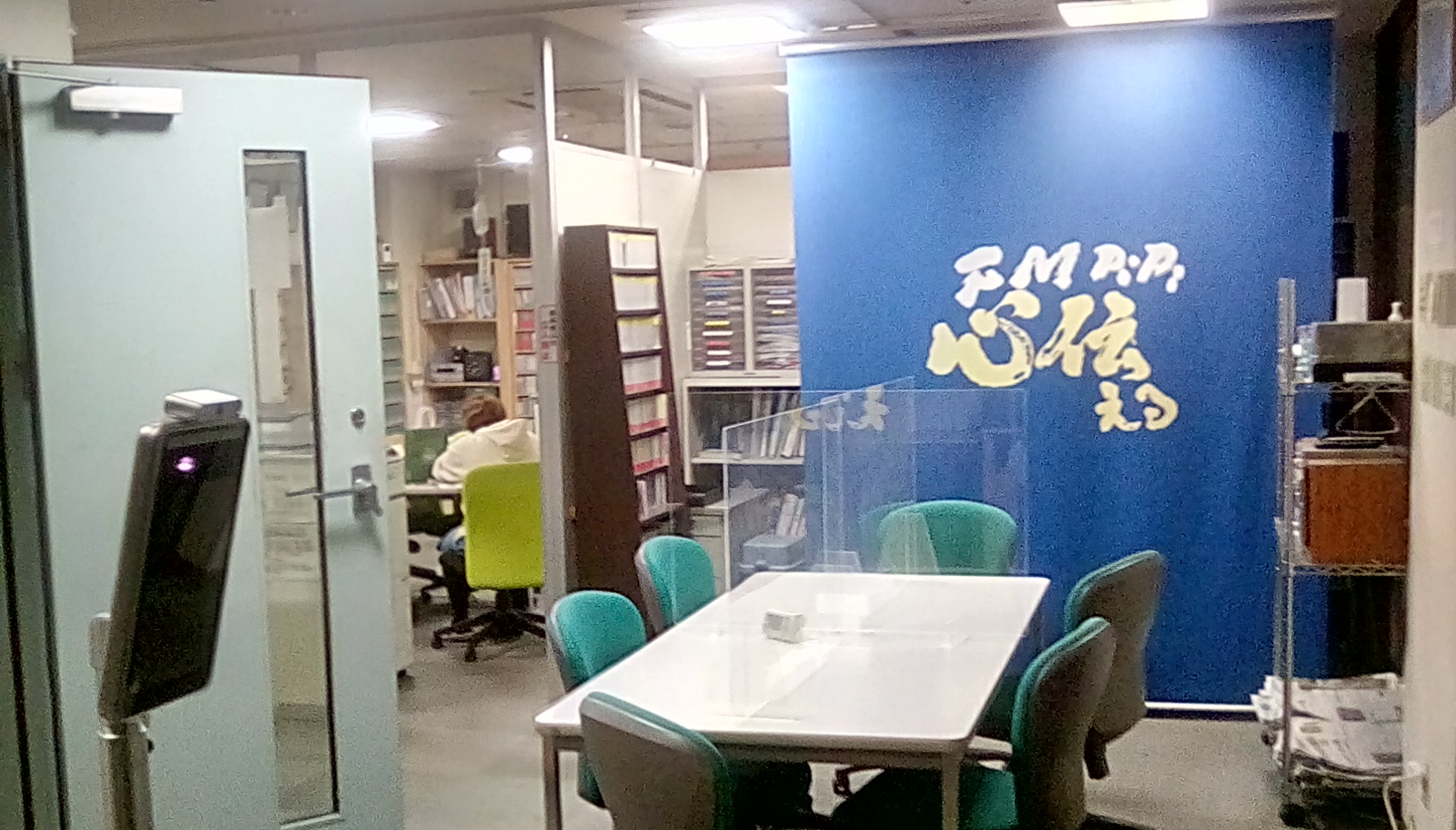
局内

1998年（平成10年）開局。岐阜県で2番目、全国では110番目のコミュニティ放送局である。第三セクター企業であり、多治見市が筆頭株主である他、同市をサービスエリアとするケーブルテレビ局・おりべネットワークも主要株主として名を連ねる。
放送時間は6:00－26:00。自社制作番組以外はミュージックバードの番組を放送している。JCBAインターネットサイマルラジオによりインターネットで聴取できる。
放送終了時は「JOZZ6AK-FM、JOZZ6AK-FM、こちらは“FMたじみ”です。送信周波数76.3MHz、送信出力20wで放送しておりましたが、この時間をもちまして、今日の放送を終わらせてただきます。JOZZ6AK-FM　こちらは“FMたじみ”です。」という女性アナウンスが流れる。
時報前には、服部克久「5月の草原は愛に包まれて」をBGMにした局ジングルが流れていた。
デジタル化の取組として「コピー用紙の削減」と「スタジオでのアプリによる業務解消」によるペーパーレス化を図っている。

## 沿革
- 1996年4月（平成8年）4月 - 市役所内に「コミュニティFM研究会」が立ち上がる。
- 1998年（平成10年）
  - 3月16日 - 株式会社エフエムたじみ設立。
  - 6月9日 - 放送局（現・特定地上基幹放送局）の予備免許取得。
  - 8月28日 - 放送局の免許取得。
  - 10月1日 - 開局。
- 1999年（平成11年）5月 -「駅前プラザ・テラ」の3階にサテライトスタジオを開設。土曜午後の『土曜TERRAっち』などを公開放送。
- 2012年（平成24年）
  - 5月1日 - JCBAインターネットサイマルラジオに参加。
  - この年から「パーソナリティオーディション」を実施。最優秀賞を受賞すると1時間の特番でメインパーソナリティーを務められる外、ラジオのレギュラーにも起用される[2]。
- 2013年（平成25年）
  - 3月21日 - 当時ミュージックバードで全国放送されていた「ミューアのMusic Lunch[3]」のパーソナリティーのミューアが、当局本社を訪れた[4]。
  - 7月9日 - この日から23日にかけて『ミックスフレーバー〜ざくろ味〜』内で「やくならマグカップも」のラジオドラマが放送された。
- 2018年（平成30年）- 新キャラクターを募集。結果、「なるみ」と「ホットちゃん」というキャラクターが選ばれ、タイムテーブルやホームページなどに登場している[5]。
- 2019年（平成31年）- プラザ・テラの建替に伴いサテライトスタジオを閉鎖。20年の幕を下ろす。

## 放送エリア
- 多治見市、土岐市、御嵩町、可児市の一部、春日井市の一部
- 出力・20w
- コールサイン・JOZZ6AK-FM
- エリア内人口・31万人
- エリア内世帯数・10万世帯

## タイムテーブル
太字は自社制作番組。
平日
|                                                     | 月曜日 | 月曜日 | 火曜日 | 水曜日 | 木曜日 | 金曜日 |
| 5                                                   | 5:00 Morning Community：橘しんご／川久保秀一 | 5:00 Morning Community：橘しんご／川久保秀一 | 5:00 Morning Community：橘しんご／川久保秀一 | 5:00 Morning Community：橘しんご／川久保秀一 | 5:00 Morning Community：橘しんご／川久保秀一 | 5:00 Morning Community：橘しんご／川久保秀一 |
| 6                                                   | 6:00 PiPi Morning Smile（生放送） 月・藤本博子/火・押村治奈/水・ma⭐︎rron/木・碧芭/金・伴野あずさ ▽7:30 たじみシティガイド ▽7:40 今日はなんの日 ▽8:00 ニュース763 ◇（月）土岐市ホットライン763、てきてくひろコース ◇（火）朗読タイム、Dream Travel ◇（水）サクッと時短!水曜クオリティ ◇（木）アート・ワード ◇（金）モーニングミステリー、ハッピーふらいで、今日は何の日、ウェザーレポート | 6:00 PiPi Morning Smile（生放送） 月・藤本博子/火・押村治奈/水・ma⭐︎rron/木・碧芭/金・伴野あずさ ▽7:30 たじみシティガイド ▽7:40 今日はなんの日 ▽8:00 ニュース763 ◇（月）土岐市ホットライン763、てきてくひろコース ◇（火）朗読タイム、Dream Travel ◇（水）サクッと時短!水曜クオリティ ◇（木）アート・ワード ◇（金）モーニングミステリー、ハッピーふらいで、今日は何の日、ウェザーレポート | 6:00 PiPi Morning Smile（生放送） 月・藤本博子/火・押村治奈/水・ma⭐︎rron/木・碧芭/金・伴野あずさ ▽7:30 たじみシティガイド ▽7:40 今日はなんの日 ▽8:00 ニュース763 ◇（月）土岐市ホットライン763、てきてくひろコース ◇（火）朗読タイム、Dream Travel ◇（水）サクッと時短!水曜クオリティ ◇（木）アート・ワード ◇（金）モーニングミステリー、ハッピーふらいで、今日は何の日、ウェザーレポート | 6:00 PiPi Morning Smile（生放送） 月・藤本博子/火・押村治奈/水・ma⭐︎rron/木・碧芭/金・伴野あずさ ▽7:30 たじみシティガイド ▽7:40 今日はなんの日 ▽8:00 ニュース763 ◇（月）土岐市ホットライン763、てきてくひろコース ◇（火）朗読タイム、Dream Travel ◇（水）サクッと時短!水曜クオリティ ◇（木）アート・ワード ◇（金）モーニングミステリー、ハッピーふらいで、今日は何の日、ウェザーレポート | 6:00 PiPi Morning Smile（生放送） 月・藤本博子/火・押村治奈/水・ma⭐︎rron/木・碧芭/金・伴野あずさ ▽7:30 たじみシティガイド ▽7:40 今日はなんの日 ▽8:00 ニュース763 ◇（月）土岐市ホットライン763、てきてくひろコース ◇（火）朗読タイム、Dream Travel ◇（水）サクッと時短!水曜クオリティ ◇（木）アート・ワード ◇（金）モーニングミステリー、ハッピーふらいで、今日は何の日、ウェザーレポート | 6:00 PiPi Morning Smile（生放送） 月・藤本博子/火・押村治奈/水・ma⭐︎rron/木・碧芭/金・伴野あずさ ▽7:30 たじみシティガイド ▽7:40 今日はなんの日 ▽8:00 ニュース763 ◇（月）土岐市ホットライン763、てきてくひろコース ◇（火）朗読タイム、Dream Travel ◇（水）サクッと時短!水曜クオリティ ◇（木）アート・ワード ◇（金）モーニングミステリー、ハッピーふらいで、今日は何の日、ウェザーレポート |
| 7                                                   | 6:00 PiPi Morning Smile（生放送） 月・藤本博子/火・押村治奈/水・ma⭐︎rron/木・碧芭/金・伴野あずさ ▽7:30 たじみシティガイド ▽7:40 今日はなんの日 ▽8:00 ニュース763 ◇（月）土岐市ホットライン763、てきてくひろコース ◇（火）朗読タイム、Dream Travel ◇（水）サクッと時短!水曜クオリティ ◇（木）アート・ワード ◇（金）モーニングミステリー、ハッピーふらいで、今日は何の日、ウェザーレポート | 6:00 PiPi Morning Smile（生放送） 月・藤本博子/火・押村治奈/水・ma⭐︎rron/木・碧芭/金・伴野あずさ ▽7:30 たじみシティガイド ▽7:40 今日はなんの日 ▽8:00 ニュース763 ◇（月）土岐市ホットライン763、てきてくひろコース ◇（火）朗読タイム、Dream Travel ◇（水）サクッと時短!水曜クオリティ ◇（木）アート・ワード ◇（金）モーニングミステリー、ハッピーふらいで、今日は何の日、ウェザーレポート | 6:00 PiPi Morning Smile（生放送） 月・藤本博子/火・押村治奈/水・ma⭐︎rron/木・碧芭/金・伴野あずさ ▽7:30 たじみシティガイド ▽7:40 今日はなんの日 ▽8:00 ニュース763 ◇（月）土岐市ホットライン763、てきてくひろコース ◇（火）朗読タイム、Dream Travel ◇（水）サクッと時短!水曜クオリティ ◇（木）アート・ワード ◇（金）モーニングミステリー、ハッピーふらいで、今日は何の日、ウェザーレポート | 6:00 PiPi Morning Smile（生放送） 月・藤本博子/火・押村治奈/水・ma⭐︎rron/木・碧芭/金・伴野あずさ ▽7:30 たじみシティガイド ▽7:40 今日はなんの日 ▽8:00 ニュース763 ◇（月）土岐市ホットライン763、てきてくひろコース ◇（火）朗読タイム、Dream Travel ◇（水）サクッと時短!水曜クオリティ ◇（木）アート・ワード ◇（金）モーニングミステリー、ハッピーふらいで、今日は何の日、ウェザーレポート | 6:00 PiPi Morning Smile（生放送） 月・藤本博子/火・押村治奈/水・ma⭐︎rron/木・碧芭/金・伴野あずさ ▽7:30 たじみシティガイド ▽7:40 今日はなんの日 ▽8:00 ニュース763 ◇（月）土岐市ホットライン763、てきてくひろコース ◇（火）朗読タイム、Dream Travel ◇（水）サクッと時短!水曜クオリティ ◇（木）アート・ワード ◇（金）モーニングミステリー、ハッピーふらいで、今日は何の日、ウェザーレポート | 6:00 PiPi Morning Smile（生放送） 月・藤本博子/火・押村治奈/水・ma⭐︎rron/木・碧芭/金・伴野あずさ ▽7:30 たじみシティガイド ▽7:40 今日はなんの日 ▽8:00 ニュース763 ◇（月）土岐市ホットライン763、てきてくひろコース ◇（火）朗読タイム、Dream Travel ◇（水）サクッと時短!水曜クオリティ ◇（木）アート・ワード ◇（金）モーニングミステリー、ハッピーふらいで、今日は何の日、ウェザーレポート |
| 8                                                   | 6:00 PiPi Morning Smile（生放送） 月・藤本博子/火・押村治奈/水・ma⭐︎rron/木・碧芭/金・伴野あずさ ▽7:30 たじみシティガイド ▽7:40 今日はなんの日 ▽8:00 ニュース763 ◇（月）土岐市ホットライン763、てきてくひろコース ◇（火）朗読タイム、Dream Travel ◇（水）サクッと時短!水曜クオリティ ◇（木）アート・ワード ◇（金）モーニングミステリー、ハッピーふらいで、今日は何の日、ウェザーレポート | 6:00 PiPi Morning Smile（生放送） 月・藤本博子/火・押村治奈/水・ma⭐︎rron/木・碧芭/金・伴野あずさ ▽7:30 たじみシティガイド ▽7:40 今日はなんの日 ▽8:00 ニュース763 ◇（月）土岐市ホットライン763、てきてくひろコース ◇（火）朗読タイム、Dream Travel ◇（水）サクッと時短!水曜クオリティ ◇（木）アート・ワード ◇（金）モーニングミステリー、ハッピーふらいで、今日は何の日、ウェザーレポート | 6:00 PiPi Morning Smile（生放送） 月・藤本博子/火・押村治奈/水・ma⭐︎rron/木・碧芭/金・伴野あずさ ▽7:30 たじみシティガイド ▽7:40 今日はなんの日 ▽8:00 ニュース763 ◇（月）土岐市ホットライン763、てきてくひろコース ◇（火）朗読タイム、Dream Travel ◇（水）サクッと時短!水曜クオリティ ◇（木）アート・ワード ◇（金）モーニングミステリー、ハッピーふらいで、今日は何の日、ウェザーレポート | 6:00 PiPi Morning Smile（生放送） 月・藤本博子/火・押村治奈/水・ma⭐︎rron/木・碧芭/金・伴野あずさ ▽7:30 たじみシティガイド ▽7:40 今日はなんの日 ▽8:00 ニュース763 ◇（月）土岐市ホットライン763、てきてくひろコース ◇（火）朗読タイム、Dream Travel ◇（水）サクッと時短!水曜クオリティ ◇（木）アート・ワード ◇（金）モーニングミステリー、ハッピーふらいで、今日は何の日、ウェザーレポート | 6:00 PiPi Morning Smile（生放送） 月・藤本博子/火・押村治奈/水・ma⭐︎rron/木・碧芭/金・伴野あずさ ▽7:30 たじみシティガイド ▽7:40 今日はなんの日 ▽8:00 ニュース763 ◇（月）土岐市ホットライン763、てきてくひろコース ◇（火）朗読タイム、Dream Travel ◇（水）サクッと時短!水曜クオリティ ◇（木）アート・ワード ◇（金）モーニングミステリー、ハッピーふらいで、今日は何の日、ウェザーレポート | 6:00 PiPi Morning Smile（生放送） 月・藤本博子/火・押村治奈/水・ma⭐︎rron/木・碧芭/金・伴野あずさ ▽7:30 たじみシティガイド ▽7:40 今日はなんの日 ▽8:00 ニュース763 ◇（月）土岐市ホットライン763、てきてくひろコース ◇（火）朗読タイム、Dream Travel ◇（水）サクッと時短!水曜クオリティ ◇（木）アート・ワード ◇（金）モーニングミステリー、ハッピーふらいで、今日は何の日、ウェザーレポート |
| 9                                                   | 9:00 たじみふるさとWalker（提供:多治見市） 月・鈴村和香子/火・伴野あずさ/水・藤本博子/木・あかつきあき/金・川口未話 ▽（月）やきもの談義 ▽（火）たじみ自然紀行 ▽（水）たじみ健康ハッピープラン・粋々健幸ライフ・子育て応援団 ▽（木）たじみタイムトラベル ▽（金）防犯最前線、たじみシティガイド（多治見市職員が出演） ◆たじみシティガイド（多治見市職員が出演） | 9:00 たじみふるさとWalker（提供:多治見市） 月・鈴村和香子/火・伴野あずさ/水・藤本博子/木・あかつきあき/金・川口未話 ▽（月）やきもの談義 ▽（火）たじみ自然紀行 ▽（水）たじみ健康ハッピープラン・粋々健幸ライフ・子育て応援団 ▽（木）たじみタイムトラベル ▽（金）防犯最前線、たじみシティガイド（多治見市職員が出演） ◆たじみシティガイド（多治見市職員が出演） | 9:00 たじみふるさとWalker（提供:多治見市） 月・鈴村和香子/火・伴野あずさ/水・藤本博子/木・あかつきあき/金・川口未話 ▽（月）やきもの談義 ▽（火）たじみ自然紀行 ▽（水）たじみ健康ハッピープラン・粋々健幸ライフ・子育て応援団 ▽（木）たじみタイムトラベル ▽（金）防犯最前線、たじみシティガイド（多治見市職員が出演） ◆たじみシティガイド（多治見市職員が出演） | 9:00 たじみふるさとWalker（提供:多治見市） 月・鈴村和香子/火・伴野あずさ/水・藤本博子/木・あかつきあき/金・川口未話 ▽（月）やきもの談義 ▽（火）たじみ自然紀行 ▽（水）たじみ健康ハッピープラン・粋々健幸ライフ・子育て応援団 ▽（木）たじみタイムトラベル ▽（金）防犯最前線、たじみシティガイド（多治見市職員が出演） ◆たじみシティガイド（多治見市職員が出演） | 9:00 たじみふるさとWalker（提供:多治見市） 月・鈴村和香子/火・伴野あずさ/水・藤本博子/木・あかつきあき/金・川口未話 ▽（月）やきもの談義 ▽（火）たじみ自然紀行 ▽（水）たじみ健康ハッピープラン・粋々健幸ライフ・子育て応援団 ▽（木）たじみタイムトラベル ▽（金）防犯最前線、たじみシティガイド（多治見市職員が出演） ◆たじみシティガイド（多治見市職員が出演） | 9:00 たじみふるさとWalker（提供:多治見市） 月・鈴村和香子/火・伴野あずさ/水・藤本博子/木・あかつきあき/金・川口未話 ▽（月）やきもの談義 ▽（火）たじみ自然紀行 ▽（水）たじみ健康ハッピープラン・粋々健幸ライフ・子育て応援団 ▽（木）たじみタイムトラベル ▽（金）防犯最前線、たじみシティガイド（多治見市職員が出演） ◆たじみシティガイド（多治見市職員が出演） |
| 10                                                  | 10:00 リメンバー・ミュージック（洋楽） | 10:00 リメンバー・ミュージック（洋楽） | 10:00 リメンバー・ミュージック（洋楽） | 10:00 リメンバー・ミュージック（洋楽） | 10:00 リメンバー・ミュージック（洋楽） | 10:00 リメンバー・ミュージック（洋楽） |
| 11                                                  | 10:00 リメンバー・ミュージック（洋楽） | 10:00 リメンバー・ミュージック（洋楽） | 10:00 リメンバー・ミュージック（洋楽） | 11:00 （第1・3週） ミュージックドライブ 土屋 （第2・4・5週） レトロな時間 林侑味 | 11:00 リメンバー・ミュージック（洋楽） | 11:00 リメンバー・ミュージック（洋楽） |
| 11                                                  | 11:30 そこがキーポイント! （提供：名古屋モザイク工業） 川口未話 | 11:30 リメンバー・ミュージック（洋楽） | 11:30 リメンバー・ミュージック（洋楽） | 11:30 リメンバー・ミュージック（洋楽） | 11:30 リメンバー・ミュージック（洋楽） | 11:30 トレ旅 武田治彦 |
| 12                                                  | 12:00 PiPiっとcafe（生放送） 月・ここのは/火・鈴村和香子/水・川口未話/木・林侑味/金・高橋賢一 ◇（月）土岐市ホットライン763（提供:土岐市）、集めて!ここぺディア ◇（火）心を育てる、あっちこっち岐阜県（LIFAたじみ提供） ◇（水）クイズ!どんなもんだい、新着⭐︎映画情報 ◇（木）岐阜セイリュウヒーローズ生出演、タビリズム（毎月第3週）（多治見市観光協会提供） ◇（金）突撃!多治見の昼休み（提供:こども陶磁博物館）、とうしんからエール!（月1回、FMらら制作）                                        | 12:00 PiPiっとcafe（生放送） 月・ここのは/火・鈴村和香子/水・川口未話/木・林侑味/金・高橋賢一 ◇（月）土岐市ホットライン763（提供:土岐市）、集めて!ここぺディア ◇（火）心を育てる、あっちこっち岐阜県（LIFAたじみ提供） ◇（水）クイズ!どんなもんだい、新着⭐︎映画情報 ◇（木）岐阜セイリュウヒーローズ生出演、タビリズム（毎月第3週）（多治見市観光協会提供） ◇（金）突撃!多治見の昼休み（提供:こども陶磁博物館）、とうしんからエール!（月1回、FMらら制作）                                        | 12:00 PiPiっとcafe（生放送） 月・ここのは/火・鈴村和香子/水・川口未話/木・林侑味/金・高橋賢一 ◇（月）土岐市ホットライン763（提供:土岐市）、集めて!ここぺディア ◇（火）心を育てる、あっちこっち岐阜県（LIFAたじみ提供） ◇（水）クイズ!どんなもんだい、新着⭐︎映画情報 ◇（木）岐阜セイリュウヒーローズ生出演、タビリズム（毎月第3週）（多治見市観光協会提供） ◇（金）突撃!多治見の昼休み（提供:こども陶磁博物館）、とうしんからエール!（月1回、FMらら制作）                                        | 12:00 PiPiっとcafe（生放送） 月・ここのは/火・鈴村和香子/水・川口未話/木・林侑味/金・高橋賢一 ◇（月）土岐市ホットライン763（提供:土岐市）、集めて!ここぺディア ◇（火）心を育てる、あっちこっち岐阜県（LIFAたじみ提供） ◇（水）クイズ!どんなもんだい、新着⭐︎映画情報 ◇（木）岐阜セイリュウヒーローズ生出演、タビリズム（毎月第3週）（多治見市観光協会提供） ◇（金）突撃!多治見の昼休み（提供:こども陶磁博物館）、とうしんからエール!（月1回、FMらら制作）                                        | 12:00 PiPiっとcafe（生放送） 月・ここのは/火・鈴村和香子/水・川口未話/木・林侑味/金・高橋賢一 ◇（月）土岐市ホットライン763（提供:土岐市）、集めて!ここぺディア ◇（火）心を育てる、あっちこっち岐阜県（LIFAたじみ提供） ◇（水）クイズ!どんなもんだい、新着⭐︎映画情報 ◇（木）岐阜セイリュウヒーローズ生出演、タビリズム（毎月第3週）（多治見市観光協会提供） ◇（金）突撃!多治見の昼休み（提供:こども陶磁博物館）、とうしんからエール!（月1回、FMらら制作）                                        | 12:00 PiPiっとcafe（生放送） 月・ここのは/火・鈴村和香子/水・川口未話/木・林侑味/金・高橋賢一 ◇（月）土岐市ホットライン763（提供:土岐市）、集めて!ここぺディア ◇（火）心を育てる、あっちこっち岐阜県（LIFAたじみ提供） ◇（水）クイズ!どんなもんだい、新着⭐︎映画情報 ◇（木）岐阜セイリュウヒーローズ生出演、タビリズム（毎月第3週）（多治見市観光協会提供） ◇（金）突撃!多治見の昼休み（提供:こども陶磁博物館）、とうしんからエール!（月1回、FMらら制作）                                        |
| 13                                                  | 12:00 PiPiっとcafe（生放送） 月・ここのは/火・鈴村和香子/水・川口未話/木・林侑味/金・高橋賢一 ◇（月）土岐市ホットライン763（提供:土岐市）、集めて!ここぺディア ◇（火）心を育てる、あっちこっち岐阜県（LIFAたじみ提供） ◇（水）クイズ!どんなもんだい、新着⭐︎映画情報 ◇（木）岐阜セイリュウヒーローズ生出演、タビリズム（毎月第3週）（多治見市観光協会提供） ◇（金）突撃!多治見の昼休み（提供:こども陶磁博物館）、とうしんからエール!（月1回、FMらら制作）                                        | 12:00 PiPiっとcafe（生放送） 月・ここのは/火・鈴村和香子/水・川口未話/木・林侑味/金・高橋賢一 ◇（月）土岐市ホットライン763（提供:土岐市）、集めて!ここぺディア ◇（火）心を育てる、あっちこっち岐阜県（LIFAたじみ提供） ◇（水）クイズ!どんなもんだい、新着⭐︎映画情報 ◇（木）岐阜セイリュウヒーローズ生出演、タビリズム（毎月第3週）（多治見市観光協会提供） ◇（金）突撃!多治見の昼休み（提供:こども陶磁博物館）、とうしんからエール!（月1回、FMらら制作）                                        | 12:00 PiPiっとcafe（生放送） 月・ここのは/火・鈴村和香子/水・川口未話/木・林侑味/金・高橋賢一 ◇（月）土岐市ホットライン763（提供:土岐市）、集めて!ここぺディア ◇（火）心を育てる、あっちこっち岐阜県（LIFAたじみ提供） ◇（水）クイズ!どんなもんだい、新着⭐︎映画情報 ◇（木）岐阜セイリュウヒーローズ生出演、タビリズム（毎月第3週）（多治見市観光協会提供） ◇（金）突撃!多治見の昼休み（提供:こども陶磁博物館）、とうしんからエール!（月1回、FMらら制作）                                        | 12:00 PiPiっとcafe（生放送） 月・ここのは/火・鈴村和香子/水・川口未話/木・林侑味/金・高橋賢一 ◇（月）土岐市ホットライン763（提供:土岐市）、集めて!ここぺディア ◇（火）心を育てる、あっちこっち岐阜県（LIFAたじみ提供） ◇（水）クイズ!どんなもんだい、新着⭐︎映画情報 ◇（木）岐阜セイリュウヒーローズ生出演、タビリズム（毎月第3週）（多治見市観光協会提供） ◇（金）突撃!多治見の昼休み（提供:こども陶磁博物館）、とうしんからエール!（月1回、FMらら制作）                                        | 12:00 PiPiっとcafe（生放送） 月・ここのは/火・鈴村和香子/水・川口未話/木・林侑味/金・高橋賢一 ◇（月）土岐市ホットライン763（提供:土岐市）、集めて!ここぺディア ◇（火）心を育てる、あっちこっち岐阜県（LIFAたじみ提供） ◇（水）クイズ!どんなもんだい、新着⭐︎映画情報 ◇（木）岐阜セイリュウヒーローズ生出演、タビリズム（毎月第3週）（多治見市観光協会提供） ◇（金）突撃!多治見の昼休み（提供:こども陶磁博物館）、とうしんからエール!（月1回、FMらら制作）                                        | 12:00 PiPiっとcafe（生放送） 月・ここのは/火・鈴村和香子/水・川口未話/木・林侑味/金・高橋賢一 ◇（月）土岐市ホットライン763（提供:土岐市）、集めて!ここぺディア ◇（火）心を育てる、あっちこっち岐阜県（LIFAたじみ提供） ◇（水）クイズ!どんなもんだい、新着⭐︎映画情報 ◇（木）岐阜セイリュウヒーローズ生出演、タビリズム（毎月第3週）（多治見市観光協会提供） ◇（金）突撃!多治見の昼休み（提供:こども陶磁博物館）、とうしんからエール!（月1回、FMらら制作）                                        |
| 14                                                  | 14:00 リメンバー・ミュージック（邦楽2000年代） | 14:00 リメンバー・ミュージック（邦楽2000年代） | 14:00 リメンバー・ミュージック（邦楽2000年代） | 14:00 リメンバー・ミュージック（邦楽2000年代） | 14:00 リメンバー・ミュージック（邦楽2000年代） | 14:00 リメンバー・ミュージック（邦楽2000年代） |
| 15                                                  | 15:00 アフタヌーン・パラダイス | 15:00 アフタヌーン・パラダイス | 15:00 アフタヌーン・パラダイス | 15:00 アフタヌーン・パラダイス | 15:00 アフタヌーン・パラダイス | 16:00 ＠FRIDAY! |
| 16                                                  | 16:00 PiPi twilight way（生放送） 月・鈴木悠伽・古根羽菜（第2週）/火・林己友紀/水・山田梨果・鈴村和香子/木・藤本博子/金・岡﨑陽子（第2・4）、天野順一朗（第1・3・5） ◇（月）運転免許取得したいんだ、クイズ!都道府県 ◇（火）TSUTAYA Hotnavi、ぐるっと東濃3市（毎月第3週）（提供:東濃西部広域行政事務組合） ◇（水）クイズ!気になるランキング、リカ&リンリンの女子会 ◇（木）どんLOVE、ビバ!サッカー（提供:多治見市サッカー協会） ◇（金）インフォメーションパーク、NOW＆FUTURE（第3週）（提供:TYK） | 16:00 PiPi twilight way（生放送） 月・鈴木悠伽・古根羽菜（第2週）/火・林己友紀/水・山田梨果・鈴村和香子/木・藤本博子/金・岡﨑陽子（第2・4）、天野順一朗（第1・3・5） ◇（月）運転免許取得したいんだ、クイズ!都道府県 ◇（火）TSUTAYA Hotnavi、ぐるっと東濃3市（毎月第3週）（提供:東濃西部広域行政事務組合） ◇（水）クイズ!気になるランキング、リカ&リンリンの女子会 ◇（木）どんLOVE、ビバ!サッカー（提供:多治見市サッカー協会） ◇（金）インフォメーションパーク、NOW＆FUTURE（第3週）（提供:TYK） | 16:00 PiPi twilight way（生放送） 月・鈴木悠伽・古根羽菜（第2週）/火・林己友紀/水・山田梨果・鈴村和香子/木・藤本博子/金・岡﨑陽子（第2・4）、天野順一朗（第1・3・5） ◇（月）運転免許取得したいんだ、クイズ!都道府県 ◇（火）TSUTAYA Hotnavi、ぐるっと東濃3市（毎月第3週）（提供:東濃西部広域行政事務組合） ◇（水）クイズ!気になるランキング、リカ&リンリンの女子会 ◇（木）どんLOVE、ビバ!サッカー（提供:多治見市サッカー協会） ◇（金）インフォメーションパーク、NOW＆FUTURE（第3週）（提供:TYK） | 16:00 PiPi twilight way（生放送） 月・鈴木悠伽・古根羽菜（第2週）/火・林己友紀/水・山田梨果・鈴村和香子/木・藤本博子/金・岡﨑陽子（第2・4）、天野順一朗（第1・3・5） ◇（月）運転免許取得したいんだ、クイズ!都道府県 ◇（火）TSUTAYA Hotnavi、ぐるっと東濃3市（毎月第3週）（提供:東濃西部広域行政事務組合） ◇（水）クイズ!気になるランキング、リカ&リンリンの女子会 ◇（木）どんLOVE、ビバ!サッカー（提供:多治見市サッカー協会） ◇（金）インフォメーションパーク、NOW＆FUTURE（第3週）（提供:TYK） | 16:00 PiPi twilight way（生放送） 月・鈴木悠伽・古根羽菜（第2週）/火・林己友紀/水・山田梨果・鈴村和香子/木・藤本博子/金・岡﨑陽子（第2・4）、天野順一朗（第1・3・5） ◇（月）運転免許取得したいんだ、クイズ!都道府県 ◇（火）TSUTAYA Hotnavi、ぐるっと東濃3市（毎月第3週）（提供:東濃西部広域行政事務組合） ◇（水）クイズ!気になるランキング、リカ&リンリンの女子会 ◇（木）どんLOVE、ビバ!サッカー（提供:多治見市サッカー協会） ◇（金）インフォメーションパーク、NOW＆FUTURE（第3週）（提供:TYK） | 16:00 PiPi twilight way（生放送） 月・鈴木悠伽・古根羽菜（第2週）/火・林己友紀/水・山田梨果・鈴村和香子/木・藤本博子/金・岡﨑陽子（第2・4）、天野順一朗（第1・3・5） ◇（月）運転免許取得したいんだ、クイズ!都道府県 ◇（火）TSUTAYA Hotnavi、ぐるっと東濃3市（毎月第3週）（提供:東濃西部広域行政事務組合） ◇（水）クイズ!気になるランキング、リカ&リンリンの女子会 ◇（木）どんLOVE、ビバ!サッカー（提供:多治見市サッカー協会） ◇（金）インフォメーションパーク、NOW＆FUTURE（第3週）（提供:TYK） |
| 17                                                  | 16:00 PiPi twilight way（生放送） 月・鈴木悠伽・古根羽菜（第2週）/火・林己友紀/水・山田梨果・鈴村和香子/木・藤本博子/金・岡﨑陽子（第2・4）、天野順一朗（第1・3・5） ◇（月）運転免許取得したいんだ、クイズ!都道府県 ◇（火）TSUTAYA Hotnavi、ぐるっと東濃3市（毎月第3週）（提供:東濃西部広域行政事務組合） ◇（水）クイズ!気になるランキング、リカ&リンリンの女子会 ◇（木）どんLOVE、ビバ!サッカー（提供:多治見市サッカー協会） ◇（金）インフォメーションパーク、NOW＆FUTURE（第3週）（提供:TYK） | 16:00 PiPi twilight way（生放送） 月・鈴木悠伽・古根羽菜（第2週）/火・林己友紀/水・山田梨果・鈴村和香子/木・藤本博子/金・岡﨑陽子（第2・4）、天野順一朗（第1・3・5） ◇（月）運転免許取得したいんだ、クイズ!都道府県 ◇（火）TSUTAYA Hotnavi、ぐるっと東濃3市（毎月第3週）（提供:東濃西部広域行政事務組合） ◇（水）クイズ!気になるランキング、リカ&リンリンの女子会 ◇（木）どんLOVE、ビバ!サッカー（提供:多治見市サッカー協会） ◇（金）インフォメーションパーク、NOW＆FUTURE（第3週）（提供:TYK） | 16:00 PiPi twilight way（生放送） 月・鈴木悠伽・古根羽菜（第2週）/火・林己友紀/水・山田梨果・鈴村和香子/木・藤本博子/金・岡﨑陽子（第2・4）、天野順一朗（第1・3・5） ◇（月）運転免許取得したいんだ、クイズ!都道府県 ◇（火）TSUTAYA Hotnavi、ぐるっと東濃3市（毎月第3週）（提供:東濃西部広域行政事務組合） ◇（水）クイズ!気になるランキング、リカ&リンリンの女子会 ◇（木）どんLOVE、ビバ!サッカー（提供:多治見市サッカー協会） ◇（金）インフォメーションパーク、NOW＆FUTURE（第3週）（提供:TYK） | 16:00 PiPi twilight way（生放送） 月・鈴木悠伽・古根羽菜（第2週）/火・林己友紀/水・山田梨果・鈴村和香子/木・藤本博子/金・岡﨑陽子（第2・4）、天野順一朗（第1・3・5） ◇（月）運転免許取得したいんだ、クイズ!都道府県 ◇（火）TSUTAYA Hotnavi、ぐるっと東濃3市（毎月第3週）（提供:東濃西部広域行政事務組合） ◇（水）クイズ!気になるランキング、リカ&リンリンの女子会 ◇（木）どんLOVE、ビバ!サッカー（提供:多治見市サッカー協会） ◇（金）インフォメーションパーク、NOW＆FUTURE（第3週）（提供:TYK） | 16:00 PiPi twilight way（生放送） 月・鈴木悠伽・古根羽菜（第2週）/火・林己友紀/水・山田梨果・鈴村和香子/木・藤本博子/金・岡﨑陽子（第2・4）、天野順一朗（第1・3・5） ◇（月）運転免許取得したいんだ、クイズ!都道府県 ◇（火）TSUTAYA Hotnavi、ぐるっと東濃3市（毎月第3週）（提供:東濃西部広域行政事務組合） ◇（水）クイズ!気になるランキング、リカ&リンリンの女子会 ◇（木）どんLOVE、ビバ!サッカー（提供:多治見市サッカー協会） ◇（金）インフォメーションパーク、NOW＆FUTURE（第3週）（提供:TYK） | 16:00 PiPi twilight way（生放送） 月・鈴木悠伽・古根羽菜（第2週）/火・林己友紀/水・山田梨果・鈴村和香子/木・藤本博子/金・岡﨑陽子（第2・4）、天野順一朗（第1・3・5） ◇（月）運転免許取得したいんだ、クイズ!都道府県 ◇（火）TSUTAYA Hotnavi、ぐるっと東濃3市（毎月第3週）（提供:東濃西部広域行政事務組合） ◇（水）クイズ!気になるランキング、リカ&リンリンの女子会 ◇（木）どんLOVE、ビバ!サッカー（提供:多治見市サッカー協会） ◇（金）インフォメーションパーク、NOW＆FUTURE（第3週）（提供:TYK） |
|                                                     | 16:00 PiPi twilight way（生放送） 月・鈴木悠伽・古根羽菜（第2週）/火・林己友紀/水・山田梨果・鈴村和香子/木・藤本博子/金・岡﨑陽子（第2・4）、天野順一朗（第1・3・5） ◇（月）運転免許取得したいんだ、クイズ!都道府県 ◇（火）TSUTAYA Hotnavi、ぐるっと東濃3市（毎月第3週）（提供:東濃西部広域行政事務組合） ◇（水）クイズ!気になるランキング、リカ&リンリンの女子会 ◇（木）どんLOVE、ビバ!サッカー（提供:多治見市サッカー協会） ◇（金）インフォメーションパーク、NOW＆FUTURE（第3週）（提供:TYK） | 16:00 PiPi twilight way（生放送） 月・鈴木悠伽・古根羽菜（第2週）/火・林己友紀/水・山田梨果・鈴村和香子/木・藤本博子/金・岡﨑陽子（第2・4）、天野順一朗（第1・3・5） ◇（月）運転免許取得したいんだ、クイズ!都道府県 ◇（火）TSUTAYA Hotnavi、ぐるっと東濃3市（毎月第3週）（提供:東濃西部広域行政事務組合） ◇（水）クイズ!気になるランキング、リカ&リンリンの女子会 ◇（木）どんLOVE、ビバ!サッカー（提供:多治見市サッカー協会） ◇（金）インフォメーションパーク、NOW＆FUTURE（第3週）（提供:TYK） | 16:00 PiPi twilight way（生放送） 月・鈴木悠伽・古根羽菜（第2週）/火・林己友紀/水・山田梨果・鈴村和香子/木・藤本博子/金・岡﨑陽子（第2・4）、天野順一朗（第1・3・5） ◇（月）運転免許取得したいんだ、クイズ!都道府県 ◇（火）TSUTAYA Hotnavi、ぐるっと東濃3市（毎月第3週）（提供:東濃西部広域行政事務組合） ◇（水）クイズ!気になるランキング、リカ&リンリンの女子会 ◇（木）どんLOVE、ビバ!サッカー（提供:多治見市サッカー協会） ◇（金）インフォメーションパーク、NOW＆FUTURE（第3週）（提供:TYK） | 16:00 PiPi twilight way（生放送） 月・鈴木悠伽・古根羽菜（第2週）/火・林己友紀/水・山田梨果・鈴村和香子/木・藤本博子/金・岡﨑陽子（第2・4）、天野順一朗（第1・3・5） ◇（月）運転免許取得したいんだ、クイズ!都道府県 ◇（火）TSUTAYA Hotnavi、ぐるっと東濃3市（毎月第3週）（提供:東濃西部広域行政事務組合） ◇（水）クイズ!気になるランキング、リカ&リンリンの女子会 ◇（木）どんLOVE、ビバ!サッカー（提供:多治見市サッカー協会） ◇（金）インフォメーションパーク、NOW＆FUTURE（第3週）（提供:TYK） | 16:00 PiPi twilight way（生放送） 月・鈴木悠伽・古根羽菜（第2週）/火・林己友紀/水・山田梨果・鈴村和香子/木・藤本博子/金・岡﨑陽子（第2・4）、天野順一朗（第1・3・5） ◇（月）運転免許取得したいんだ、クイズ!都道府県 ◇（火）TSUTAYA Hotnavi、ぐるっと東濃3市（毎月第3週）（提供:東濃西部広域行政事務組合） ◇（水）クイズ!気になるランキング、リカ&リンリンの女子会 ◇（木）どんLOVE、ビバ!サッカー（提供:多治見市サッカー協会） ◇（金）インフォメーションパーク、NOW＆FUTURE（第3週）（提供:TYK） | 16:00 PiPi twilight way（生放送） 月・鈴木悠伽・古根羽菜（第2週）/火・林己友紀/水・山田梨果・鈴村和香子/木・藤本博子/金・岡﨑陽子（第2・4）、天野順一朗（第1・3・5） ◇（月）運転免許取得したいんだ、クイズ!都道府県 ◇（火）TSUTAYA Hotnavi、ぐるっと東濃3市（毎月第3週）（提供:東濃西部広域行政事務組合） ◇（水）クイズ!気になるランキング、リカ&リンリンの女子会 ◇（木）どんLOVE、ビバ!サッカー（提供:多治見市サッカー協会） ◇（金）インフォメーションパーク、NOW＆FUTURE（第3週）（提供:TYK） |
| 18                                                  | 16:00 PiPi twilight way（生放送） 月・鈴木悠伽・古根羽菜（第2週）/火・林己友紀/水・山田梨果・鈴村和香子/木・藤本博子/金・岡﨑陽子（第2・4）、天野順一朗（第1・3・5） ◇（月）運転免許取得したいんだ、クイズ!都道府県 ◇（火）TSUTAYA Hotnavi、ぐるっと東濃3市（毎月第3週）（提供:東濃西部広域行政事務組合） ◇（水）クイズ!気になるランキング、リカ&リンリンの女子会 ◇（木）どんLOVE、ビバ!サッカー（提供:多治見市サッカー協会） ◇（金）インフォメーションパーク、NOW＆FUTURE（第3週）（提供:TYK） | 16:00 PiPi twilight way（生放送） 月・鈴木悠伽・古根羽菜（第2週）/火・林己友紀/水・山田梨果・鈴村和香子/木・藤本博子/金・岡﨑陽子（第2・4）、天野順一朗（第1・3・5） ◇（月）運転免許取得したいんだ、クイズ!都道府県 ◇（火）TSUTAYA Hotnavi、ぐるっと東濃3市（毎月第3週）（提供:東濃西部広域行政事務組合） ◇（水）クイズ!気になるランキング、リカ&リンリンの女子会 ◇（木）どんLOVE、ビバ!サッカー（提供:多治見市サッカー協会） ◇（金）インフォメーションパーク、NOW＆FUTURE（第3週）（提供:TYK） | 16:00 PiPi twilight way（生放送） 月・鈴木悠伽・古根羽菜（第2週）/火・林己友紀/水・山田梨果・鈴村和香子/木・藤本博子/金・岡﨑陽子（第2・4）、天野順一朗（第1・3・5） ◇（月）運転免許取得したいんだ、クイズ!都道府県 ◇（火）TSUTAYA Hotnavi、ぐるっと東濃3市（毎月第3週）（提供:東濃西部広域行政事務組合） ◇（水）クイズ!気になるランキング、リカ&リンリンの女子会 ◇（木）どんLOVE、ビバ!サッカー（提供:多治見市サッカー協会） ◇（金）インフォメーションパーク、NOW＆FUTURE（第3週）（提供:TYK） | 16:00 PiPi twilight way（生放送） 月・鈴木悠伽・古根羽菜（第2週）/火・林己友紀/水・山田梨果・鈴村和香子/木・藤本博子/金・岡﨑陽子（第2・4）、天野順一朗（第1・3・5） ◇（月）運転免許取得したいんだ、クイズ!都道府県 ◇（火）TSUTAYA Hotnavi、ぐるっと東濃3市（毎月第3週）（提供:東濃西部広域行政事務組合） ◇（水）クイズ!気になるランキング、リカ&リンリンの女子会 ◇（木）どんLOVE、ビバ!サッカー（提供:多治見市サッカー協会） ◇（金）インフォメーションパーク、NOW＆FUTURE（第3週）（提供:TYK） | 16:00 PiPi twilight way（生放送） 月・鈴木悠伽・古根羽菜（第2週）/火・林己友紀/水・山田梨果・鈴村和香子/木・藤本博子/金・岡﨑陽子（第2・4）、天野順一朗（第1・3・5） ◇（月）運転免許取得したいんだ、クイズ!都道府県 ◇（火）TSUTAYA Hotnavi、ぐるっと東濃3市（毎月第3週）（提供:東濃西部広域行政事務組合） ◇（水）クイズ!気になるランキング、リカ&リンリンの女子会 ◇（木）どんLOVE、ビバ!サッカー（提供:多治見市サッカー協会） ◇（金）インフォメーションパーク、NOW＆FUTURE（第3週）（提供:TYK） | 16:00 PiPi twilight way（生放送） 月・鈴木悠伽・古根羽菜（第2週）/火・林己友紀/水・山田梨果・鈴村和香子/木・藤本博子/金・岡﨑陽子（第2・4）、天野順一朗（第1・3・5） ◇（月）運転免許取得したいんだ、クイズ!都道府県 ◇（火）TSUTAYA Hotnavi、ぐるっと東濃3市（毎月第3週）（提供:東濃西部広域行政事務組合） ◇（水）クイズ!気になるランキング、リカ&リンリンの女子会 ◇（木）どんLOVE、ビバ!サッカー（提供:多治見市サッカー協会） ◇（金）インフォメーションパーク、NOW＆FUTURE（第3週）（提供:TYK） |
| 18:50 ゴスペル魂 パーソナリティー：若杉桂一（牧師） | 18:50 ゴスペル魂 パーソナリティー：若杉桂一（牧師） | 18:50 PiPi twilight way（生放送） | 18:50 PiPi twilight way（生放送） | 18:50 PiPi twilight way（生放送） | 18:50 PiPi twilight way（生放送） | |
| 19                                                  | 19:00 DAIKIのInclusive Monday ［教科書では学べないこと］ | 19:00 DAIKIのInclusive Monday ［教科書では学べないこと］ | 19:00 ガウラジ | 19:00 水萌みずの ユニ×カルラジオ | 19:00 週間 Nobby タイムズ DJ Nobby | 19:00 DJ Nobby'sTokyo LIVE!! （さくらエフエム） |
| 20                                                  | 19:00 DAIKIのInclusive Monday ［教科書では学べないこと］ | 19:00 DAIKIのInclusive Monday ［教科書では学べないこと］ | 20:00 にしむぅのThis is プロ野球 | 20:00 ぬばたまZぷち（生放送） keiZiro | 20:00 さかり場 佐々木晴加・伊藤貴之 | 20:00 HUMMING 山本航生 |
| 20                                                  | 19:00 DAIKIのInclusive Monday ［教科書では学べないこと］ | 19:00 DAIKIのInclusive Monday ［教科書では学べないこと］ | 20:30 K Style bar 塚本沙紀 | 20:00 ぬばたまZぷち（生放送） keiZiro | 20:00 さかり場 佐々木晴加・伊藤貴之 | 20:00 HUMMING 山本航生 |
| 21                                                  | 21:00 乙女部 ～2nd Season～ のおと | 21:00 乙女部 ～2nd Season～ のおと | 21:00 夜も最高気音っ!! 西尾昌樹（BRASH・ギター担当） | 21:00 水曜 カンちゃん部屋 堀田和則 | 21:00 guitar track 花音・望月マコト | 21:00 MUSIC ENERGETIC CAFE L.I.B dj maikou |
| 21                                                  | 21:00 乙女部 ～2nd Season～ のおと | 21:00 乙女部 ～2nd Season～ のおと | 21:00 夜も最高気音っ!! 西尾昌樹（BRASH・ギター担当） | 21:00 水曜 カンちゃん部屋 堀田和則 | 21:30 私立 田中学園 瑠紫愛（るしあ） | 21:30 飯田将之のおとらじ90's |
| 22                                                  | 22:00 大西貴文のTHE NITE | 22:00 大西貴文のTHE NITE | 22:00 大西貴文のTHE NITE | 22:00 大西貴文のTHE NITE | 22:00 大西貴文のTHE NITE | 22:00 大西貴文のTHE NITE |
| 23                                                  | 22:00 大西貴文のTHE NITE | 22:00 大西貴文のTHE NITE | 22:00 大西貴文のTHE NITE | 22:00 大西貴文のTHE NITE | 22:00 大西貴文のTHE NITE | 22:00 大西貴文のTHE NITE |
| 24                                                  | 24:00 K・Sスタジオ 青木慶子、稲垣佐太郎 | 24:00 K・Sスタジオ 青木慶子、稲垣佐太郎 | 24:00 RADIO BOHEMIA （FMおだわら） | 24:00 コウセイラジオ ～break through the wall～ （FMとよた） | 24:00 マチノタネ | 24:00 Friday Night Fever |
| 24                                                  | 24:30 Beat in the Box～just the beginning～ | | 24:00 RADIO BOHEMIA （FMおだわら） | 24:00 コウセイラジオ ～break through the wall～ （FMとよた） | 24:00 マチノタネ | 24:00 Friday Night Fever |
| 25                                                  | 25:00 アニメ関門文化学園 （カモンエフエム） | 25:00 アニメ関門文化学園 （カモンエフエム） | 25:00 益子直美の 怒ってはいけないラジオ （レディオ湘南） | 25:00 花＊花Style （BAN-BANラジオ） | 25:00 めんそーれ読谷 （FMよみたん） | 25:00 ユメルのモナリザラウンジ |
| 25                                                  | 25:00 アニメ関門文化学園 （カモンエフエム） | 25:00 アニメ関門文化学園 （カモンエフエム） | 25:30 純夏のWater side NOW （B・FM791） | 25:30 上地等の Walking Talking Radio （FM石垣サンサンラジオ） | 25:00 めんそーれ読谷 （FMよみたん） | 25:00 ユメルのモナリザラウンジ |
| （翌日朝6時まで放送休止）                           | | | | | | |

休日
|                         | 土曜日 | 日曜日 |
| 6                       | 6:00 KZOO ALOHA HOTLINE “Aloha Rainbow”                                                                      | 6:00 経営軍師 岡漱一郎の絶対負けない社長の法則（エフエムとおかまち）                                      |
| 7                       | 7:00 シビルトーン 素敵な週末                                                                                 | 7:00 おはようサンデー - 河村由美                                                                          |
| 8                       | 7:00 シビルトーン 素敵な週末                                                                                 | 7:00 おはようサンデー - 河村由美                                                                          |
| 9                       | 9:00 Rhythm Medication                                                                                       | 9:00 グッ★モニ - 橘しんご                                                                                 |
| 9                       | 9:30 ソノコトラジオ                                                                                          | 9:00 グッ★モニ - 橘しんご                                                                                 |
| 10                      | 10:00 Brand-New Saturday                                                                                     | 10:00 おっしーとらんちゃんのSunday Brunch（生放送） 押村治奈・らんた ▽東濃みてある記（提供:東濃信用金庫） |
| 11                      | 11:40 映画の話をしよう!（FMいわき）                                                                          | 10:00 おっしーとらんちゃんのSunday Brunch（生放送） 押村治奈・らんた ▽東濃みてある記（提供:東濃信用金庫） |
| 12                      | 12:00 おせつときょうたの『ラジオにチェックイン』                                                             | 12:00 ZENT HOT RADIO（生放送） （ZENT多治見店から公開生放送） keiZiro                                     |
| 12                      | 12:30 UNFAIR RULEのひとりごと                                                                                | 12:00 ZENT HOT RADIO（生放送） （ZENT多治見店から公開生放送） keiZiro                                     |
| 13                      | 13:00 plus on（生放送） ～プラティ多治見より公開生放送～ 鈴木恵里（第1）・花音（第2・4）・山内智貴（第3・5） | 13:00 駒テラスへようこそ - 岡野美和子                                                                     |
| 14                      | 14:00 あの頃青春グラフィティ - 岡野美和子                                                                    | 14:00 フェーズフリーでサスティナブル「みんなのサンデー防災」- 目黒公郎、黒瀬智恵                          |
| 15                      | 14:00 あの頃青春グラフィティ - 岡野美和子                                                                    | 15:00 たじみRe:Search（生放送） 鈴木恵理・山内智貴・27・吉田早也香                                        |
| 16                      | 16:00 SATURDAY SUPER LEGEND                                                                                  | 15:00 たじみRe:Search（生放送） 鈴木恵理・山内智貴・27・吉田早也香                                        |
| 17                      | 13:00 グッジョび!（生放送） パーソナリティー：飯田将之・林己友紀                                             | 17:00 JP TOP20 - 山川智也                                                                                 |
| 18                      | 13:00 グッジョび!（生放送） パーソナリティー：飯田将之・林己友紀                                             | 18:00 大石吾朗 Premium G - 大石吾朗、星本エリー                                                           |
| 19                      | 19:00 スターダストレビューの星になるまで （調布エフエム放送制作）                                            | 19:00 E-LOUNGE MUSIC PLACE - 立花裕人                                                                     |
| 19                      | 19:30 竹本孝之Song for TOMORROW （調布エフエム放送制作）                                                     | 19:00 E-LOUNGE MUSIC PLACE - 立花裕人                                                                     |
| 20                      | 20:00 ケニー大倉のポップンロールコレクション （調布エフエム放送）                                            | 20:00 PRESIDENT STATION - 金子一也・川越塔子                                                              |
| 21                      | 21:00 プロボウラー名和秋の海街レイディオ （茅ヶ崎FM）                                                        | 21:00 Sound Of Oasis - カノン                                                                             |
| 21                      | 21:30 wacciのLIVE!LIVE!LIVE!（Radio3）                                                                       | 21:00 Sound Of Oasis - カノン                                                                             |
| 22                      | 22:00 TABARU Love Emotion                                                                                    | 22:00 まさしのミュージックチャンプルー                                                                    |
| 23                      | 23:00 PROTO                                                                                                  | 23:00 Music Hot Flavor - 川辺保弘                                                                         |
| 24                      | 24:00 I wish you success～明日への扉～                                                                       | 24:00 あかねサステナブル~サムライジングSpecial~ - 村井飛斗                                                |
| 24                      | 24:30 ゲーム・BGM夜話                                                                                        | 24:00 あかねサステナブル~サムライジングSpecial~ - 村井飛斗                                                |
| 25                      | 25:00 本牧ヤグチ（マリンFM）                                                                                 | 25:00 吉祥寺アンリミテッド（エフエムむさしの）                                                            |
| 25                      | 25:00 本牧ヤグチ（マリンFM）                                                                                 | 25:30 バクホミのB.A.C Night!! - B.A.C HOMIES                                                              |
| （翌日6時まで放送休止） | | |

## パーソナリティ
PiPi Morning Smile
- 藤本博子
- 押村治奈[6]
- marron[7]
- 碧芭
- 伴野あずさ[8]

たじみふるさとWalker
- 鈴村和香子[9]
- 伴野あずさ
- 藤本博子
- あかつき あき[10]
- 川口未話

PiPiっとcafe
- ここのは
- 鈴村和香子
- 川口未話
- 林侑味[11]
- 高橋賢一[12]

PiPi Twilight Way
- 鈴木悠伽[13]
- 古根羽菜[14]
- 林己友紀
- 鈴村和香子
- 山田梨果[15]
- 藤本博子
- 天野順一朗[16]
- 岡崎陽子

そこがキーポイント
- 川口未話

ゴスペル魂
- 牧師 若杉桂一

乙女部～2nd Season～
- のおと

にしむぅのThis is プロ野球
- にしむぅ

塚本沙紀のK Style bar
- 塚本沙紀

夜も最高気音!!
- パンクバンド・BRASH[17]（ギター担当・punk-masaki）

ミュージックドライブ
- 土屋早苗

レトロな時間
- 林侑味

keiZiroのぬばたまZぷち
- keiZiro

水曜かんちゃん部屋
- 堀田和則

さかり場
- 佐々木晴加
- 伊藤タカユキ[18]

guitar track
- 花音
- 望月マコト[19]

私立田中学園
- 瑠紫愛（元Suneeds（サニーズ）黄色担当）

武田治彦のトレ旅
- 武田治彦

HUMMING
- 山本航生

MUSIC ENERGETIC CAFE L.I.B
- djmaikou

飯田将之のおとらじ90's
- 飯田将之

plus on
- 鈴木恵理
- 花音
- 山内智貴

グッジョび!
- 林己友紀
- 飯田将之

おっしーとらんちゃんのSundayBrunch
- 押村治奈
- らんた

ZENT HOT RADIO
- keiZiro

たじみ Re  Search
- 鈴木恵理[20]
- 山内智貴[21]
- 27
- 吉田早也香

## その他
土岐市及び多治見市はエフエムたじみと緊急放送に関する協定を結んでおり、災害時に緊急放送を行っている。
県内で岐阜新聞と中日新聞の双方からニュースを供給される局の第一号である。以下、Radio80（現在のエフエム岐阜だが、現在は中日のみ放送）、FMわっちと続く。